# Атлетико Рорайма
«Атлетико Рорайма» (порт. Atlético Roraima Clube) — бразильский футбольный клуб из города Боа-Виста, столицы штата Рорайма.

## История
Клуб основан 1 октября 1944 года. «Атлетико» является самым титулованным клубом штата, выиграв чемпионат штата Рорайма 18 раз. Свой последний титул команда завоевала в 2009 году, и в 2010-е годы ни разу не становилась первенства штата. «Атлетико Рорайменсе» провёл пять сезонов в бразильской Серии C, а также два сезона — в Серии D, в последний раз — в 2019 году. По окончании сезона 2019 года клуб «Баре» (главный соперник «Атлетико» в чемпионате штата) объявил о приостановке участия в профессиональном футболе, и место «Баре» в Серии D 2020 года было отдано «Атлетико». Однако в январе 2020 года «Баре» изменил своё решение, и в итоге после некоторых юридических споров КБФ приняла в марте в Серию D именно «Баре».
Домашние матчи проводит на стадионе «Рибейран». 
| Выступления в чемпионатах Бразилии |          |       |
| Год                                | Дивизион | Место |
| 1995                               | Серия C  | 59-е  |
| 1997                               | Серия C  | 39-е  |
| 2002                               | Серия C  | 9-е   |
| 2003                               | Серия C  | 45-е  |
| 2004                               | Серия C  | 32-е  |
| 2009                               | Серия D  | 36-е  |
| 2019                               | Серия D  | 65-е  |

## Титулы
- Чемпион Лиги Рорайменсе (18): 1975, 1976, 1978, 1980, 1981, 1983, 1985, 1987, 1990, 1993, 1995, 1998, 2001, 2002, 2003, 2007, 2008, 2009